# Abbas al-Fassi
Abbas al-Fassi (* 18. September 1940 in Berkane; arabisch عباس الفاسي, DMG ʿAbbās al-Fāssī, auch Abbas El Fassi) ist ein marokkanischer Politiker und war vom 19. September 2007 bis zum 29. November 2011 marokkanischer Premierminister. Al-Fassi gehört der Partei Istiqlal (PI) an, die in den 1940er-Jahren bereits von seinem Schwiegervater, Allal al-Fassi, geleitet wurde, und die er seinerseits von 1998 bis 2012 leitete.

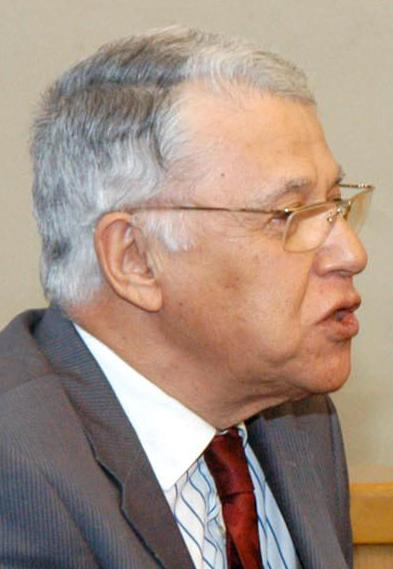
Abbas al-Fassi

## Leben
Von 1977 bis 1981 war Al-Fassi Minister für das Bauwesen. Anschließend wurde er Minister für das Handwerkswesen und Soziale Angelegenheiten. 1985 wurde er Botschafter in Tunesien und vertrat Marokko bei der Arabischen Liga. Während der Jahre 1990 bis 1994 vertrat er sein Land als Botschafter in Frankreich. Zwischen 2000 und 2002 übernahm er das Ministerium für Ausbildung, Weiterbildung, Sozialentwicklung und Solidarität. Anschließend übernahm er in der Regierung des unabhängigen Ministerpräsidenten Driss Jettou das Amt des Außenministers, das er bis zur Parlamentswahl 2007 innehatte.
Nach dem Wahlsieg der Istiqlal (PI) am 7. September ernannte König Mohammed VI. El Fassi am 19. September 2007 als Nachfolger von Driss Jettou zum Ministerpräsidenten von Marokko. Am 23. September 2012 wurde Abdelhamid Chabat auf einem Parteikongress zu seinem Nachfolger als Generalsekretär der Istiqlal gewählt.